# 22년 후의 고백
《22년 후의 고백》(일본어: 22年目の告白 -私が殺人犯です-→22년째의 고백 -내가 살인범이다-)은 2017년 공개된 일본 스릴러 영화이다. 2012년 공개된 대한민국의 영화 《내가 살인범이다》의 리메이크 작품으로, 이리에 유가 감독과 각본으로 참여하였으며, 히라타 겐야가 공동 작가로 참여하였다.

## 출연
주연
- 후지와라 타츠야 - 소네자키 마사토 역
- 이토 히데아키 - 마키무라 코 역

조연
- 카호
- 류세이 료
- 나카무라 토오루 - 센도 역
- 노무라 슈헤이
- 이시바시 안나
- 사오토메 타이치
- 히라타 미츠루
- 이와마츠 료
- 이와키 코이치